# イジュームの集団墓地
イジュームの集団墓地（しゅうだんぼち）は、2022年ロシアのウクライナ侵攻においてロシア軍に占領されていたウクライナ東部のハルキウ州イジュームがウクライナ軍により解放された2022年9月15日に発見された集団墓地。複数あり、同日時点の報道では、少なくとも440人の遺体が埋葬されていたものもあった。
同日のロシア軍撤退後に、写真や映像により虐殺の証拠が明らかになった。木々の間で、単純な木製の十字架がある数百の墓地が見つかり、そのほとんどには人数のみが記されていたが、大きな墓の一つには少なくともウクライナ兵士17人が埋葬されていることを表す標識が残されていた。
死者の中には銃撃や砲撃の被害者、あるいは医療不足による死者がいた。ハルキウ州知事は9月16日、発見された遺体には6歳の子供も含まれ、首にロープが巻かれていたり後ろ手に縛られていたりと、拷問・処刑など「暴力的な死の痕跡」が「99％」の遺体にあると述べた。
この状況を生き延びた市民は、ロシア軍が特定の個人を標的とし、軍にいた地元民、軍人の家族、あるいはドンバス戦争に参戦した退役軍人のリストを確保していたと発言した。
ウクライナの大統領ウォロディミル・ゼレンスキーは、当局が法医学的な調査を開始したことを受けて、ブチャの虐殺の発覚になぞらえた。
国際連合は、イジュームに調査員を派遣する予定であると回答した。
9月16日、ゼレンスキー大統領はアメリカ合衆国にロシアの「テロ支援国家」指定を再度求め、ウクライナ大統領府長官は駐ウクライナ欧米諸国大使らとの会合で戦争犯罪として裁く特別法廷の設置を訴えた。